# Йосип Манолич
Йосип Манолич (хорв. Josip Manolić; 22 березня 1920, Калиноваць біля Джурджеваця, нині Хорватія — 15 квітня 2024, Загреб) — хорватський політичний діяч, голова уряду Хорватії (1990—1991).

## Життєпис
Політикою почав займатися з 1937 року. Вже на наступний рік стає молодіжним і профспілковим ватажком. Під час Другої світової війни (1941—1945 рр.) стає організаційним секретарем Хорватського крайового комітету Спілки комуністичної молоді Югославії. Секретною службою ОЗНА, створеною Народно-визвольною армією Югославії у 1944 р., призначається головнокомандувачем операції з визволення Беловара та прилеглих районів. 1946 року Манолич направляється в Загреб начальником відділу виконання кримінальних покарань в тогочасному Республіканському секретаріаті внутрішніх справ (у тому числі позбавляє волі архієпископа Степінаца). 1948 року стає керівником Секретаріату внутрішніх справ НР Хорватії. Між тим, у 1960 році закінчує юридичний факультет Загребського університету і в тому самому році очолює Союзний секретаріат внутрішніх справ (МВС) СФРЮ.
У 1965 році його було обрано до парламенту соціалістичної Хорватії, де він займає посади голови Організаційно-політичного комітету, голови Законодавчо-юридичної комісії та члена Конституційної комісії. У 1969 році вдруге обирається депутатом парламенту СР Хорватії. Після Хорватської весни стає дисидентом і знайомиться з Туджманом. 1989 року керує Центральним комітетом Союзу комуністів Хорватії на його XX з'їзді, а також бере участь у призначенні перших багатопартійних парламентських виборів у 1990 році.
Манолич є одним із засновників ХДС у 1989 році в Загребі. 1990 року стає заступником Голови Президії Республіки Хорватії (найвищого колегіального органу державної влади, що передував запровадженню посади Президента), таким чином будучи на початку 1990-х років другою людиною в новоутвореній Республіці Хорватії, відразу за Франьо Туджманом, якому був близьким соратником. З 24 серпня 1990 до 17 липня 1991 року обіймає посаду прем'єр-міністра, перебравши владу від Стіпе Месича, якого обирають представником від Хорватії в найвищий колегіальний орган державної влади федеративної Югославії — Президію СФРЮ.
З 1991 р. очолює Управління захисту конституційного ладу (орган, який координує всі спецслужби). У 1993—1994 роках перебуває на посаді Голови Палати жупаній двопалатного тоді парламенту Хорватії.
1994 року разом зі Стіпе Месичем та іншими, незгідними з політикою керівництва Хорватії щодо БіГ, виходить із ХДС. У 1995 році вони створюють свою партію Незалежні хорватські демократи, головою якої Манолич стає в наступному році.
Після відставки не брав активної участі в політичному житті, але був Почесним головою партії Незалежні хорватські демократи.